# Indoor Trackmeeting Sotra
De Indoor Trackmeeting Sotra of ITS is een internationale atletiekwedstrijd, die elk jaar in de Omnisport in de Nederlandse stad Apeldoorn wordt gehouden. De ITS is een van de weinige Nederlandse indoor atletiekwedstrijden die ook de nummers op de rondebaan telt.